# Доманев (Мазовецьке воєводство)
Доманев (пол. Domaniew) — село в Польщі, у гміні Брвінув Прушковського повіту Мазовецького воєводства.
Населення — 352 особи (2011).
У 1975-1998 роках село належало до Варшавського воєводства.

## Демографія
Демографічна структура станом на 31 березня 2011 року:
|          | Загалом | Допрацездатний вік | Працездатний вік | Постпрацездатний вік |
| -------- | ------- | ------------------ | ---------------- | -------------------- |
| Чоловіки | 156     | 27                 | 110              | 19                   |
| Жінки    | 196     | 44                 | 102              | 50                   |
| Разом    | 352     | 71                 | 212              | 69                   |